# Eye of the Beholder (jogo eletrônico de 2002)
Dungeons & Dragons - Eye of the Beholder é um jogo eletrônico lançado para Game Boy Advance em 2002, desenvolvido pela empresa estadunidense Pronto Games e publicado pela Infogrames. O jogo é uma adaptação de um jogo de mesmo nome lançado em 1991.

## Trama
A outrora cidade pacífica de Waterdeep, começa a sofrer, durante todas as noites, ataques das facções Undermountain, que de alguma maneira, se reuniram e se organizaram. Os invasores são liderados pela Xanathar's Guild (Guilda de Xanathar), que retornaram para assumir o controle de Waterdeep. Sem assistência da Vigilância da cidade, o Senhor de Waterdeep, Piergeiron, o Paladino, convoca um grupo de aventureiros para investigar os esgotos da cidade, descobrir quem é a entidade maligna para assim, destruí-la.

## Jogabilidade
O jogos usa uma versão simplificada das regras do jogo de tabuleiro Dungeons & Dragons da 3ª edição "com apenas quatro classes básicas de personagens e com variadas características, talentos e habilidades.  Embora possua praticamente o mesmo enredo, não é uma versão port do jogo de computador original. A adaptação tem uma semelhança mais forte com os jogos da série Gold Box, como Pool of Radiance.
A navegação pelas masmorras é feita no modo primeira pessoa, onde os personagens podem fazer uso de habilidades especiais para superar dificuldades, bem como fazer uso de magias. Quando um inimigo é encontrado, o jogo muda para uma visão isométrica de cima para baixo, onde o jogador combate monstros por turno por turno. Vencer todos os inimigos retorna o jogo para a visão em primeira pessoa. Em certos locais, o jogador pode recrutar até dois personagens adicionais, pode coletar informações e pode comprar ou vender itens. O uso de itens exige que o jogador os equipe em um sistema de inventário.

## Recepção

### Recepção critica
O jogo recebeu críticas moderadamente negativas em comparação com o jogo original. Foi-lhe dada uma nota de 41% pela revista britânica NGC Magazine, criticando o jogo pelo seu ritmo lento entre a exploração e o combate, pela sua má interface e pelos seus menus confusos. A revista destaca que apenas a variedade de magias diferentes e a customização de personagens, que dão ao jogo algum nível de profundidade. 
De acordo com a GameSpy, o jogo "ou só consegue despertar a curiosidade para os jogadores mais velhos, ou é apenas um RPG ocidental irritante para uma geração mais nova dos fãs da Nintendo, que não tem a menor ideia do que é um jogo Gold Box".

### Promoção
O jogo foi apresentado na Electronic Entertainment Expo, em 2002, e na DunDraCon XXVII no ano seguinte, onde presidente da empresa e designer de jogos Randy Angle, foi entrevistado.